# Pentoxyde de phosphore
L'hémipentoxyde de phosphore, souvent simplement appelé, par abus de langage, pentoxyde de phosphore, ou anciennement anhydride phosphorique, est l'oxyde de phosphore longtemps connu sous la formule P2O5 (ce qui explique son nom), mais dont la formule brute correcte est P4O10 (dimère).
C'est un composé fortement hygroscopique qui se transforme en acide phosphorique en s'hydratant, car il en est l'anhydride.
| - modèle 3D éclaté - modèle 3D compact |

## Utilisations
Le pentoxyde de phosphore est utilisé comme très puissant déshydratant, par exemple pour la synthèse d'anhydride d'acide à partir d'acides carboxyliques selon la réaction R–COOH + R'–COOH → R–CO–O–CO–R' + H2O. Il ne peut cependant être utilisé que si les chaînes carbonées R et R' sont suffisamment simples. En effet on obtient lors de cette synthèse de l'acide phosphorique comme sous-produit. Au laboratoire, le pentoxyde de phosphore est aussi utilisé comme desséchant dans les dessiccateurs et pour la dessiccation de solvants extraits par chauffage à reflux.